# 塞利亞河

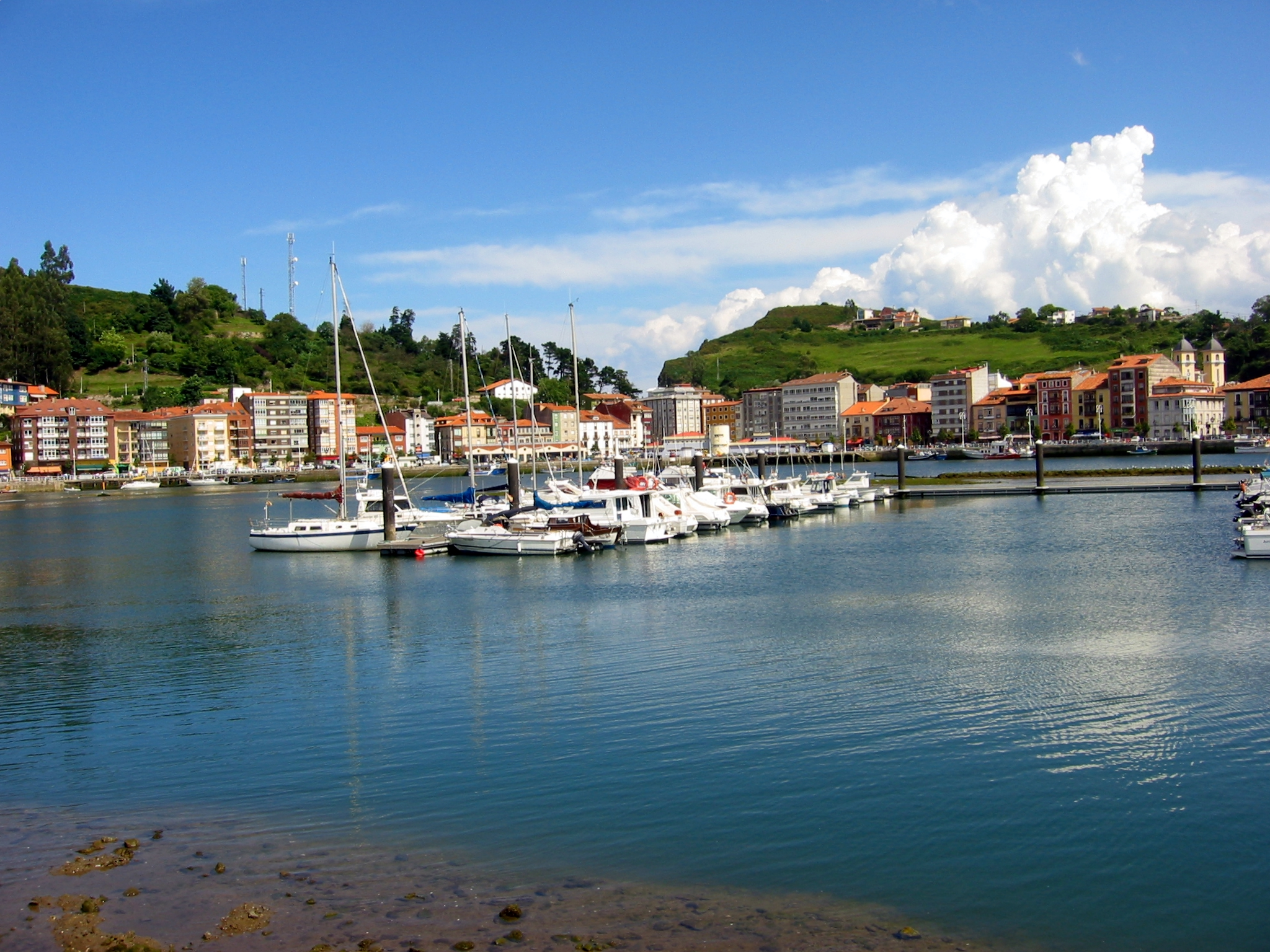
塞亞河

塞亞河（西班牙語：Río Sella）是西班牙的河流，位於該國北部，流經卡斯蒂利亞-萊昂和阿斯圖里亞斯，河道全長66公里，流域面積1,284平方公里，平均流量每秒18.07立方米。

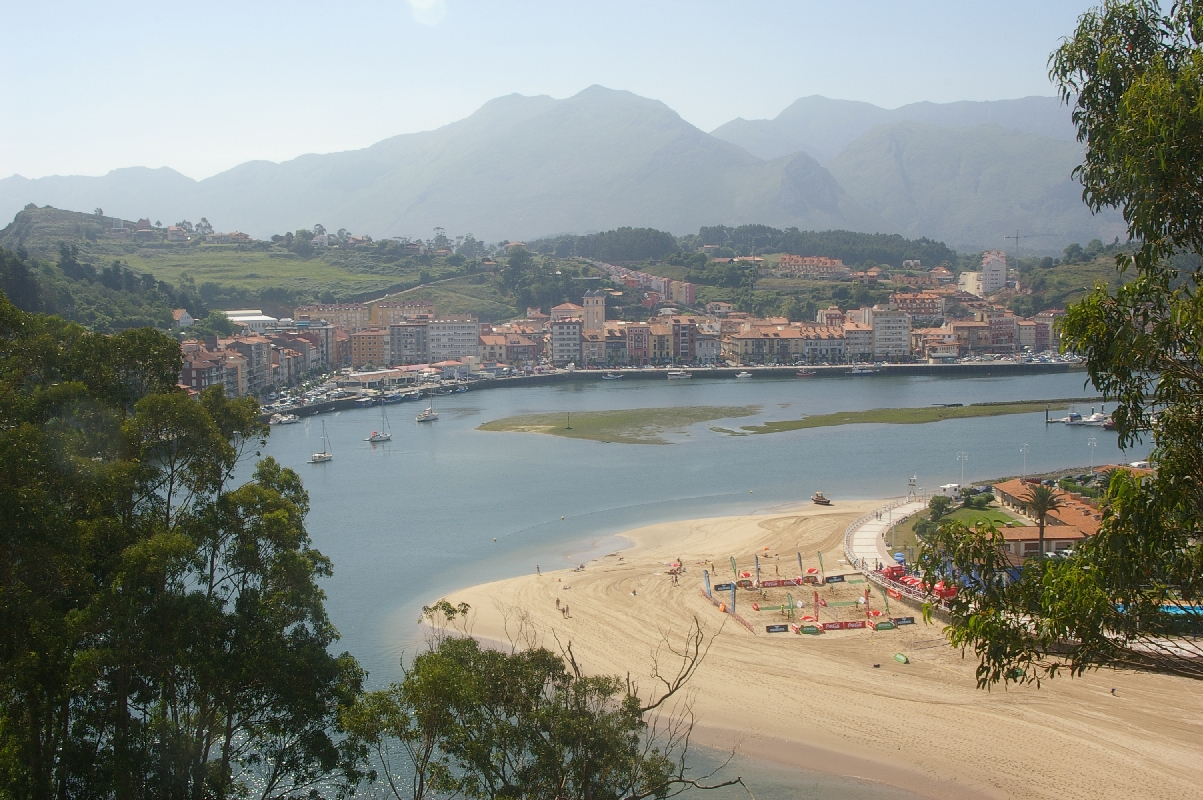
里瓦德塞利亞鎮段
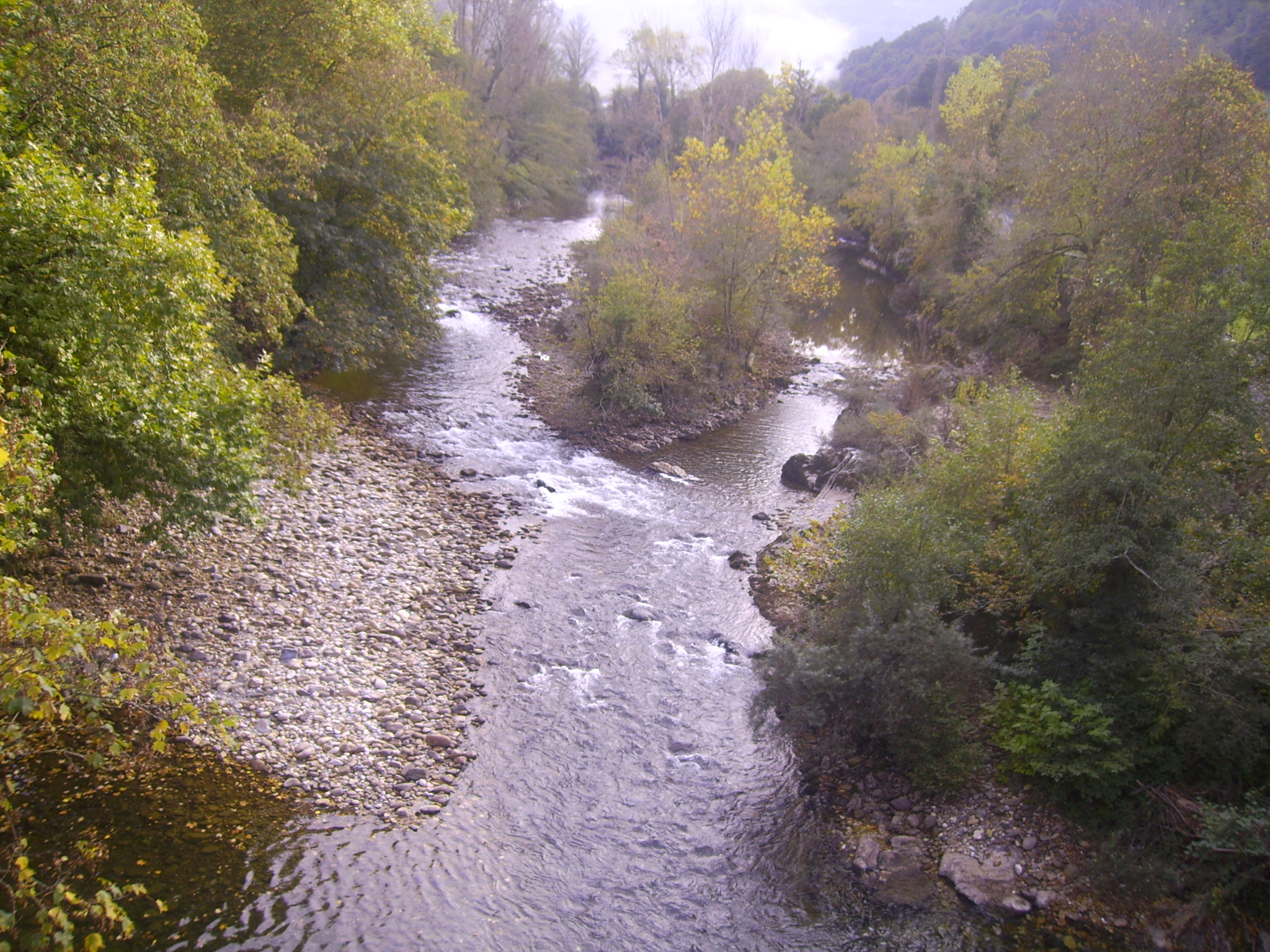
坎加斯德奧尼斯鎮段

43°28′02″N 5°03′51″W / 43.46722°N 5.06417°W